# Kromberk
Kromberk este o localitate din comuna Nova Gorica, Slovenia, cu o populație de 2.071 de locuitori.